# 2011년 메클렌부르크포어포메른 주의회 선거
제 6대 독일 메클렌부르크포어포메른	주의회 선거가 2011년 9월 4일 실시됐다. 이 날부터 주의 기초자치단체의 개편안이 발효해, 6개의 새로 생긴 기초자치단체의 의회와 자치단체장의 선거도 함께 실시됐다.

## 선거 결과
선거 결과 사민당과 녹색당이 크게 승리했으며, 녹색당은 사상 처음으로 원내 진출에 성공했다. 반면, 기민련은 많은 의석을 잃었으며, 자민당은 5% 봉쇄조항에 걸려 원내 재진출에 실패했다. 한편, 민족민주당은 의석이 줄기는 했지만 원내재진출에 성공했다.
| 정당                                                                            | 정당                | 득표 % (증감) | 득표 % (증감) | 의석 (증감) | 의석 (증감) | 의석 % |
| ------------------------------------------------------------------------------- | ------------------- | ------------- | ------------- | ----------- | ----------- | ------ |
|                                                                                 | 사민당 (SPD)        | 35.7          | +5.5          | 27          | +4          | 38.0   |
|                                                                                 | 기민련 (CDU)        | 23.1          | -5.7          | 18          | -4          | 25.4   |
| style="width: 20px" bgcolor=#독일 정당색 목록을 확인해 주세요 align="center" \| | 좌파당 (Linke)      | 18.4          | +1.6          | 14          | +1          | 19.7   |
| style="width: 20px" bgcolor=#독일 정당색 목록을 확인해 주세요 align="center" \| | 녹색당 (Die Grünen) | 8.4           | +5.0          | 7           | +7          | 9.8    |
|                                                                                 | 국가민주당 (NPD)    | 6.0           | -1.3          | 5           | -1          | 7.0    |
|                                                                                 | 자민당 (FDP)        | 2.7           | -6.9          | 0           | -7          |        |
|                                                                                 | 기타                | 5.7           | +1.8          | 0           |             |        |
| 전체                                                                            | 전체                | 100.0%        |               | 71          |             | 100.0% |

선거결과 가능한 연정구성은 대연정을 지속하거나, 2006년 이전에 있었던 사민당과 좌파당의 적적연정을 구성하는 것이다. 사민당의 주지사후보 젤러링은 대연정을 선호하는 것으로 알려져 있다.

## 선거제도
메클렌부르크포어포메른	주의회 선거는 주헌법과 주선거법에 따라 실시된다.
선거제도는 연방하원 선거와 같이 지역구 선거와 비례대표제를 결합한 혼합방식이다. 주의회 정원은 71석이며, 정당투표에 의한 의석배정은 헤어/니마이어 방식으로 각 정당에 배정한다. 36명은 단순다수대표제로 선출한다. 지역구의석이 정당투표로 배정된 의석을 초과하는 경우 초과의석의 형태로 의석을 유지한다. 이때 초과의석으로 손해를 보는 정당에게는 보정의석이 배정된다. 5% 이상 득표정당에게만 비례의석을 배정하는 봉쇄조항이 있다. 연방과 몇몇 주에 있는 지역구에서 몇석을 내는 경우 의석을 배정하는 조항은 없다. 2006년부터 주의회 의원의 임기가 4년에서 5년으로 변경되었다.
투표권과 피선거권 모두 주에서 37일 이상 거주한 18세이상 독일인에게 주어진다. 이번 선거의 유권자는 약 140만명이었다.
뤼겐1 선거구의 기민련 후보 우도 팀이 선거 2주전 사망함에 따라, 해당 지역구 선거는 9월 18일로 연기되었다.

## 정당 및 후보
연방의회나 주의회에 의석이 없는 정당이 주의회나 기초의회 선거에 참여하기 위해서는 각 지역별로 100명의 유권자의 등록을 받아 후보등록을 해야한다. 이번 선거에 참여한 16개 정당은 다음표와 같다.
| 약칭         | 정당                                     | 주지사 후보         | 지역구/비례대표 후보수 | 당원수             | 2006년 결과(%) |
| ------------ | ---------------------------------------- | ------------------- | ---------------------- | ------------------ | -------------- |
| SPD          | 사민당                                   | 에르빈 젤러링       | 36/32                  | 2.802 (현황 2011)  | 30,2           |
| CDU          | 기민련                                   | 로렌츠 카피에르     | 36/50                  | 6.013 (현황: 2011) | 28,8           |
| DIE LINKE    | 좌파당                                   | 헬무트 홀테르       | 34/34                  | 5.460 (현황: 2011) | 16,8           |
| FDP          | 자민당                                   | 기노 레온하르트     | 36/28                  | 1.050 (현황: 2011) | 9,6            |
| NPD          | 독일 국가민주당                          | 우도 파스퇴르즈     | 36/20                  | 400 (현황: 2009)   | 7,3            |
| GRÜNE        | 녹색당                                   | 질케 가예크         | 36/27                  | 550 (현황: 2011)   | 3,4            |
| FAMILIE      | 독일 가족당                              | 아그네 게릭케       | 2/5                    | 30 (현황: 2011)    | 1,2            |
| PBC          | 성경에 충실한 기독인당                   | 우베 제프만         | –/3                    | 27 (현황: 2011)    | 0,2            |
| AB           | 사회정의대안동맹                         | 볼프하르크 몰테르   | –/3                    | 40 (현황: 2011)    | 0,1            |
| APD          | 독일노동자당                             | 하르트무트 루진     | –/1                    |                    | 0,1            |
| AUF          | 노동환경가족당                           | 크리스티안 하우저   | 1/10                   |                    | –              |
| REP          | 공화당                                   | 카르스텐 벤겔린스키 | –/11                   |                    | –              |
| FREIE WÄHLER | 자유유권자                               | 질비오 호른         | 18/18                  | 65 (현황: 2011)    | –              |
| ödp          | 생태민주당                               | 크리스티안 란테르만 | –/5                    | 16 (현황: 2010)    | –              |
| Die PARTEI   | 노동법치동물보호엘리트지원기초민주주의당 | 하이케 차일링거     | –/6                    | 50 (현황: 2011)    |                |
| PIRATEN      | 독일 해적당                              | 마티아스 바너       | 2/11                   | 209 (현황: 2011)   | –              |
| –            | –                                        | 무소속              | 4/–                    | –                  | –              |

## 선거 이전 상황
2005년 선거로 선출된 제5대 주의회는 사민당의 젤러링을 수반으로 하는 대연정(사민당과 기민련)을 구성했다. 젤러링은 2008년 하랄트 링스토르프로부터 총리직을 넘겨 받았다. 사민당(23석)과 기민련(22석)외에 좌파당(13석)과 자민당(7석), 민족민주당(6석)이 야당으로 활동하고 있다. 녹색당은 2006년 선거에서 5%미만으로 득표해 원내 진출에 실패했다.

### 2006년 이후 주내 선거결과
2006년 이후 주에서 1.0%이상 득표한 정당의 각종 선거결과를 보여주고 있다.
| 정당          | 주의회선거 (2006.09.17) | 기초의회선거 (2009.06.07) | 유럽의회선거 (2009.06.07) | 연방하원선거 (2009.09.27) |
| ------------- | ----------------------- | ------------------------- | ------------------------- | ------------------------- |
| 사민당        | 30.2 %                  | 19.3 %                    | 16.7 %                    | 16.6 %                    |
| 기민련        | 28.8 %                  | 31.8 %                    | 32.3 %                    | 33.1 %                    |
| 좌파당        | 16.8 %                  | 21.6 %                    | 23.5 %                    | 29.0 %                    |
| 자민당        | 9.6 %                   | 8.7 %                     | 7.6 %                     | 9.8 %                     |
| 국가민주당    | 7.3 %                   | 3.2 %                     | —                         | 3.3 %                     |
| 녹색당        | 3.4 %                   | 5.0 %                     | 5.5 %                     | 5.5 %                     |
| 해적당        | —                       | —                         | 0.8 %                     | 2.3 %                     |
| 공화당        | —                       | 0.0 %                     | 1.4 %                     | 0.2 %                     |
| 가족당        | 1.2 %                   | —                         | 2.4 %                     | —                         |
| 은퇴자당      | —                       | —                         | 1.6 %                     | —                         |
| 동물보호당    | —                       | —                         | 1.3 %                     | —                         |
| 독일 국민연합 | —                       | —                         | 1.0 %                     | —                         |
| 투표율        | 59.1 %                  | 46.6 %                    | 46.4 %                    | 63.0 %                    |

### 여론조사
선거 이전 실시된 "이번주 일요일 선거가 있다면 누구에게 투표하겠습니까?"라는 질문으로 행한 여론조사 결과는 아래 표와 같다.
| 조사기관                | 조사일     | SPD  | CDU  | LINKE  | FDP   | NPD   | GRÜNE | 기타 |
| ----------------------- | ---------- | ---- | ---- | ------ | ----- | ----- | ----- | ---- |
| Forschungsgruppe Wahlen | 26.08.2011 | 35 % | 28 % | 16,5 % | 4 %   | 4,5 % | 8 %   | 4 %  |
| Infratest dimap         | 25.08.2011 | 36 % | 26 % | 17 %   | 4,5 % | 4,5 % | 8 %   | 4 %  |
| Forsa                   | 24.08.2011 | 34 % | 27 % | 17 %   | 5 %   | 5 %   | 7 %   | 5 %  |
| Infratest dimap         | 19.08.2011 | 37 % | 28 % | 17,5 % | 3,5 % | 4 %   | 7 %   | 3 %  |
| Emnid                   | 14.08.2011 | 34 % | 28 % | 19 %   | 4 %   | 4 %   | 7 %   | 4 %  |
| Emnid                   | 07.08.2011 | 34 % | 29 % | 19 %   | 3 %   | n.a.  | 7 %   | 8 %* |
| Infratest dimap         | 04.08.2011 | 34 % | 30 % | 18 %   | 3 %   | 4 %   | 8 %   | 3 %  |
| Infratest dimap         | 29.06.2011 | 34 % | 30 % | 17 %   | 4 %   | 4 %   | 8 %   | 3 %  |
| Infratest dimap         | 13.04.2011 | 34 % | 27 % | 20 %   | 3 %   | 3 %   | 10 %  | 3 %  |
| Emnid                   | 03.03.2011 | 34 % | 29 % | 17 %   | 5 %   | 4 %   | 6 %   | 4 %  |
| Forsa                   | 21.01.2011 | 32 % | 29 % | 15 %   | 6 %   | 5 %   | 8 %   | 5 %  |
| Infratest dimap         | 15.05.2009 | 25 % | 32 % | 22 %   | 10 %  | 4 %   | 5 %   | 2 %  |
| polis+sinus             | 13.01.2009 | 27 % | 30 % | 23 %   | 11 %  | 4 %   | 3 %   | 2 %  |

* 이 중 4 %는 우익당.